# Comuna Slipciîți, Cerneahiv
Slipciîți (în ucraineană Сліпчицька сільська рада) este o comună în raionul Cerneahiv, regiunea Jîtomîr, Ucraina, formată din satele Korcivka și Slipciîți (reședința).

## Demografie
Componența lingvistică a comunei Slipciîți
     Ucraineană (98,81%)
     Alte limbi (1,2%)
Conform recensământului din 2001, majoritatea populației comunei Slipciîți era vorbitoare de ucraineană (98,81%), existând în minoritate și vorbitori de alte limbi.